# Tyran północny
Tyran północny, tyran piripiri (Tyrannus tyrannus) – gatunek średniej wielkości ptaka z rodziny tyrankowatych (Tyrannidae). Wędrowny, pospolity na obszarze swojego występowania. Gniazduje od zachodnio-środkowej i południowej Kanady po południowe Stany Zjednoczone, odlatuje w stadach na zimowiska w Ameryce Południowej aż po północną Argentynę (najczęściej jednak zimuje w zachodniej Amazonii). Nie wyróżnia się podgatunków.

## Charakterystyka
Rozmiarydługość ciała ok. 19–23 cm, rozpiętość skrzydeł ok. 33–38 cm
Masa ciałaok. 33–55 g
Wygląd zewnętrznyBrak wyraźnego dymorfizmu płciowego. Wierzch ciała ciemnoszary, głowa czarna. Na czubku głowy czerwona plamka, bardzo rzadko widoczna; samce częściej niż samice stroszą te piórka. Długie, ciemne skrzydła, z białymi krawędziami lotek. Spód ciała biały, na piersi niewyraźny szary nalot. Ogon czarny z białym końcem. Młode mają ciemniejszy, brązowawy spód ciała.
GłosPrzenikliwy, niemelodyjny świergot. Odstraszając intruzów ze swojego terytorium lęgowego, wydaje hałaśliwe, wybuchające okrzyki.
ZachowanieCzęsto przesiaduje na eksponowanych stanowiskach – drutach, płotach, tyczkach, czubkach drzew i krzewów. Poza sezonem lęgowym tworzy luźne, niewielkie stada. Bardzo agresywnie broni swojego terytorium lęgowego, atakuje i przepędza nawet dużo większe od siebie ptaki, jak wrony czy sokoły. Niekiedy nawet ląduje na grzbiecie intruza, aby skuteczniej go przepłoszyć.

## Środowisko
Tereny otwarte, sady, zadrzewienia śródpolne i skraje większych zadrzewień. Często nad strumieniami. Potrzebuje otwartych przestrzeni, aby żerować, oraz drzew i krzewów dla założenia gniazda.

## Pożywienie
Odżywia się głównie owadami łapanymi w locie. Podczas żerowania przesiaduje na drutach lub tyczkach, zrywa się by złapać przelatującego owada i powraca na to samo miejsce. Na zimowiskach zjada również jagody i inne małe owoce, a zrywając je z krzewów zawisa w powietrzu.

## Lęgi
Wyprowadza jeden lęg w roku, od początku czerwca do lipca.
GniazdoBudowa gniazda zajmuje jeden do dwóch tygodni. Zwarta, mocna konstrukcja w kształcie koszyczka, uwita z gałązek i źdźbeł traw, wysłana sierścią i miękkimi częściami roślin. Umieszczone często w pobliżu wody, na konarze drzewa lub na krzewie, a czasem na wierzchołku pniaka lub palika.
JajaSamica składa 3–4 białe, nakrapiane jaja o wymiarach 2,1–2,7 na 1,6–2 cm. Jeżeli podrzuci mu jaja pasożyt lęgowy – starzyk brunatnogłowy, zostają one wyrzucone z gniazda.
Wysiadywanie14–17 dni.
PisklętaSą karmione przez rodziców przez kilka tygodni od wyklucia. Opuszczają gniazdo w wieku 16–17 dni.

## Status
IUCN uznaje tyrana północnego za gatunek najmniejszej troski (LC, Least Concern) nieprzerwanie od 1988 roku. Organizacja Partners in Flight w 2019 roku szacowała liczebność populacji na około 26 milionów dorosłych osobników. Trend liczebności populacji uznawany jest za spadkowy.